# Øster Bjerregrav
Øster Bjerregrav – miasto w Danii, w regionie Jutlandia Środkowa, w gminie Randers.